# Les Annales patriotiques et littéraires
Pour les articles homonymes, voir Annales (homonymie).
Les Annales patriotiques et littéraires de la France, et affaires politiques de l'Europe : journal libre par une Société des Écrivains Patriotes est un journal de la Révolution française publié entre le 5 octobre 1789 et 1796. 

## Histoire

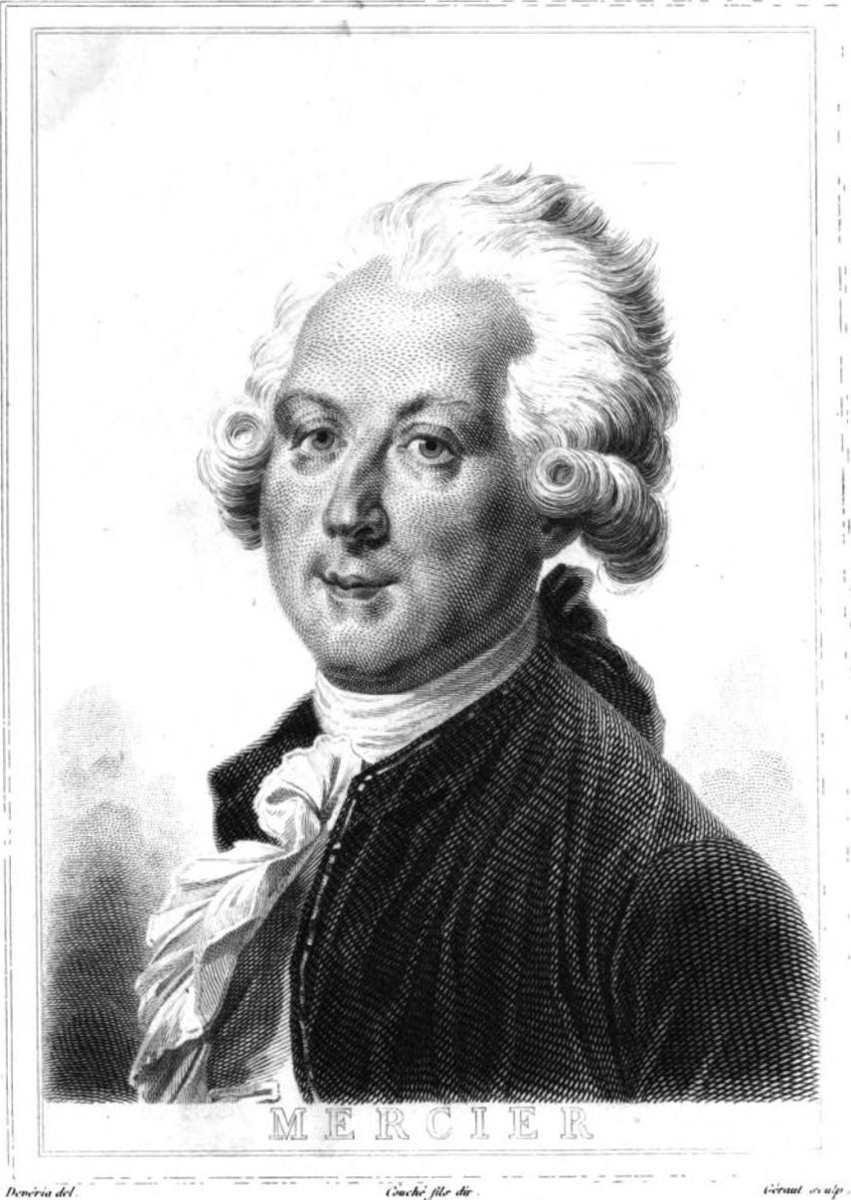
Mercier.

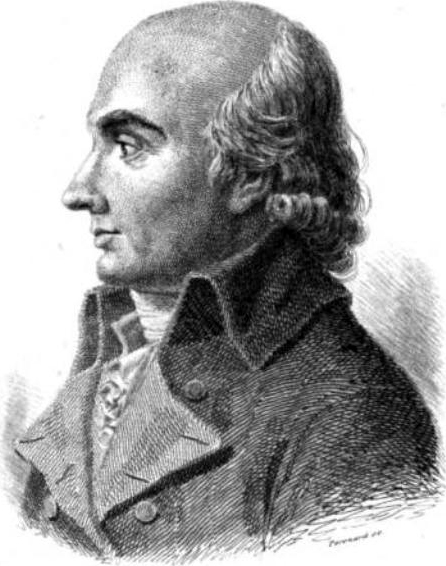
Carra.

Le journal a été fondé par Louis-Sébastien Mercier et le révolutionnaire Jean-Louis Carra. Le journaliste Jean-Baptiste Salleville, le philologue Jean Baptiste Lefebvre de Villebrune et l'essayiste Charles Antoine Guyot-Desherbiers y ont contribué. Diffusé à Paris et en province dans des clubs politiques, le journal a gardé un ton modéré. 
À sa fondation en 1789, le principal éditorialiste des Annales patriotiques était Carra. Mercier, célèbre pour son Tableau de Paris (1781), conférait, quant à lui, le prestige de son nom au journal.

## Contenu
Si le journal ne cachait pas son engagement révolutionnaire, il consacrait néanmoins une place importante à l'actualité. Il dressait une synthèse des événements à l'Assemblée nationale et à la Commune de Paris, tout en s’intéressant aux nouvelles notables des assemblées provinciales ou municipales.
Il s'intéressait également à la politique étrangère, notamment aux guerres européennes.
Dans un registre plus anecdotique et parfois plus léger, le journal consacrait un sottisier aux erreurs relevées dans les pages de ses rivaux et se faisait l'écho d’événements mineurs de la révolution susceptibles d’intéresser la sensibilité des lecteurs. Le 14 juin 1795, par exemple, il publie un bulletin de santé alarmant sur l'état de Marie-Thérèse-Charlotte de France, dernière survivante de la famille royale toujours en prison. Il comportait également une rubrique de critique littéraire qui passait en revue des ouvrages français aussi bien qu'étrangers.

## Format
Le journal se présente sous le format d’une gazette ou « papier nouvelles », in-quarto, imprimé sur deux colonnes. 

## Réception
Le journal a connu une grande popularité, notamment en province. Il était lu et commenté dans les clubs et les cercles politiques. Cette popularité est attribuée selon les uns à son style délibérément simple, voire « vulgaire », et selon les autres au fait qu'il ne se contentait pas de publier des essais sur la révolution, mais qu’il faisait l’effort de tenir ses lecteurs au fait des événements. Manon Roland attribuait le succès du journal à « un certain ton prophétique, toujours imposant pour le vulgaire. »